# Marseilles-lès-Aubigny
Marseilles-lès-Aubigny é uma comuna francesa na região administrativa do Centro, no departamento Cher. Estende-se por uma área de 9,9 km². Em 2010 a comuna tinha 665 habitantes (densidade: 67,2 hab./km²).